# Adriano Castanheira
Adriano Duarte Castanheira (Neuchâtel, 7 aprile 1993) è un calciatore portoghese, centrocampista del Malut Utd.

## Caratteristiche tecniche
È un'ala sinistra.

## Carriera
Nato in Svizzera da genitori portoghesi, è cresciuto nel settore giovanile del Covilhã e ha avuto un trascorso fra le file delle giovanili del Porto fra il 2009 ed il 2012. Ha giocato in LigaPro e Campeonato de Portugal fino al gennaio 2020 quando è stato acquistato dal Paços Ferreira, militante nella massima divisione portoghese.

## Statistiche
Statistiche aggiornate all'11 gennaio 2020.

### Presenze e reti nei club
| Stagione              | Squadra               | Campionato            | Campionato | Campionato | Coppe nazionali | Coppe nazionali | Coppe nazionali | Coppe continentali | Coppe continentali | Coppe continentali | Altre coppe | Altre coppe | Altre coppe | Totale | Totale | Totale |
| Stagione              | Squadra               | Comp                  | Pres       | Reti       | Comp            | Pres            | Reti            | Comp               | Pres               | Reti               | Comp        | Pres        | Reti        | Pres   | Reti   |        |
| --------------------- | --------------------- | --------------------- | ---------- | ---------- | --------------- | --------------- | --------------- | ------------------ | ------------------ | ------------------ | ----------- | ----------- | ----------- | ------ | ------ | ------ |
| 2012-2013             | Covilhã               | LdH                   | 22         | 0          | CP+CdL          | 0+1             | 0               |                    | -                  | -                  |             | -           | -           | 23     | 0      |        |
| 2013-2014             | Covilhã               | LdH                   | 25         | 1          | CP+CdL          | 0+5             | 2               |                    | -                  | -                  |             | -           | -           | 30     | 3      |        |
| 2014-2015             | Covilhã               | LdH                   | 20         | 0          | CP+CdL          | 0+4             | 1               |                    | -                  | -                  |             | -           | -           | 24     | 1      |        |
| 2015-2016             | Benfica e C.B.        | SD                    | 30         | 4          | CP              | 1               | 0               |                    | -                  | -                  |             | -           | -           | 31     | 4      |        |
| ago. 2016             | Covilhã               | LdH                   | 1          | 0          | CP+CdL          | 0               | 0               |                    | -                  | -                  |             | -           | -           | 1      | 0      |        |
| 2016-2017             | Benfica e C.B.        | SD                    | 31         | 9          | CP              | 1               | 0               |                    | -                  | -                  |             | -           | -           | 32     | 9      |        |
| Totale Benfica e C.B. | Totale Benfica e C.B. | Totale Benfica e C.B. | 61         | 13         |                 | 2               | 0               |                    | -                  | -                  |             | -           | -           | 63     | 13     |        |
| 2017-2018             | União Leiria          | SD                    | 28         | 7          | CP              | 1               | 0               |                    | -                  | -                  |             | -           | -           | 29     | 7      |        |
| 2018-2019             | Covilhã               | LdH                   | 34         | 7          | CP+CdL          | 1+1             | 0               |                    | -                  | -                  |             | -           | -           | 36     | 7      |        |
| 2019-gen. 2020        | Covilhã               | LdH                   | 14         | 6          | CP+CdL          | 0+5             | 0               |                    | -                  | -                  |             | -           | -           | 19     | 6      |        |
| Totale Covilhã        | Totale Covilhã        | Totale Covilhã        | 116        | 34         |                 | 17              | 3               |                    | -                  | -                  |             | -           | -           | 133    | 37     |        |
| gen.-giu. 2020        | Paços Ferreira        | PL                    | 6          | 0          | CP+CdL          | 1+0             | 0               |                    | -                  | -                  |             | -           | -           | 7      | 0      |        |
| Totale carriera       | Totale carriera       | Totale carriera       | 211        | 34         |                 | 21              | 3               |                    | -                  | -                  |             | -           | -           | 232    | 37     |        |

## Palmarès

### Club

#### Competizioni nazionali
- Coppa d'Armenia: 1

Ararat-Armenia: 2023-2024